# Гашић
Гашић је српско презиме, патроним настао од Гаша или Гашо, умањенице од Гаврило. Познате особе са овим презименом су:
- Братислав Гашић (рођен 1967), српски политичар и бивши министар одбране
- Велимир Гашић (рођен 1964), српски кошаркашки тренер
- Милан Гашић (рођен 1993), српски фудбалер
- Срђан Гашић (рођен 1975), српски фудбалер у пензији